# Кровавые Бендеры
Кровавые Бендеры (англ. Bloody Benders) — семья серийных убийц, переехавших из Германии в США в 1870 году. Они построили небольшую гостиницу в округе Лабетт, штат Канзас, обеспечивающую кров и пищу для путешественников и их лошадей. Семья состояла из Джона Бендера, его жены Эльвиры, их сына Джона и дочери Кейт.

## Семья
Бендеры были одной из пяти семей спиритуалистов, поселившихся в октябре 1870 года в городке Осейдж в Западном округе Лабетт (примерно в 7 милях к северо-востоку от места, где через семь месяцев будет основан Черривейл), после того как правительство США, по завершении Гражданской войны (1861 — 1865), решило переселить индейцев из племени осейджи из Лабетта на новую индейскую территорию, расположенную в Оклахоме. Первыми туда приехали Джон-старший с сыном, которые зарегистрировали 160 акров земли, расположенной рядом с большой тропой Осейджа, которая была тогда единственной открытой дорогой для путешествий дальше на запад. На них они построили гостиницу, сарай с загоном и колодец. Эльвира с Кейт прибыли туда спустя год, осенью 1871 года. 
В гостинице Бендеры оборудовали для себя небольшую комнату в задней части здания, а в передней комнате сделали нечто вроде универсального магазина, в котором продавали галантерею. Там же была оборудована небольшая кухня с обеденным столом для посетителей. На севере от здания Эльвира с Кейт разбили на двух акрах небольшой огород с яблоневым садом.
Джону Бендеру-старшему на вид было около шестидесяти лет и его словарный запас английского был очень скудным, а когда он говорил на нём, то с таким гортанным акцентом, что его английская речь была малопонятна. Эльвира, которой, судя по виду, было за пятьдесят, аналогично плохо говорила по-английски и была крайне нелюбезной, из-за чего соседи «за глаза» называли её «чертовкой». Дети Бендеров были, однако, более открытыми. Джон-младший (на вид около 25 лет) хорошо знал английский, но тоже говорил с сильным акцентом. Также он имел привычку смеяться без причины, из-за чего соседи считали его недоумком. Кейт (на вид около 23 лет), напротив, говорила по-английски почти без акцента и была довольно популярна. Она называла себя целительницей, проводила лечебные сеансы и читала лекции о спиритизме, в которых часто выступала за свободную любовь и оправдывала право на убийство. Она также утверждала, что обладает паранормальными способностями. Популярность Кейт стала большой достопримечательностью для гостиницы Бендеров. И хотя старшие Бендеры вели себя довольно замкнуто, Джон-младший и Кейт регулярно посещали воскресную школу в соседнем Хармони-Гроув.
В дальнейшем, после того, как семью начали тщательно изучать, вскрылись детали, подтверждающие или только намекающие, что они имели другую фамилию, происхождение и даже родственные связи. Широко распространено мнение, что Бендеры были немецкими иммигрантами, однако, выяснилось, что только Джон-старший и Джон-младший родились за пределами США. Эльвира же, как выяснилось, родилась в Алмира-Хилл-Марке в горах Адирондак на северо-востоке штата Нью-Йорк. Выяснилось, что какое-то время она была замужем за Саймоном Марком и родила 12 детей, а затем была замужем за Уильямом Стивеном Гриффитом. Выяснилось также, что ходили слухи — якобы она убила некоторых своих мужей, но ни один из этих слухов доказан не был. Кейт, предположительно, была пятой дочерью Эльвиры и родилась под именем Сары Элизы Марк; позже она вышла замуж и была известна как Сара Элиза Дэвис. Личности Джона-старшего и Джона-младшего, как выяснилось, аналогично, были не настоящими. Для начала газета «Эмпория-Ньюз» от 23 мая 1873 года идентифицировала Джона-старшего, как некого Уильяма Бендера. Позже появились сообщения, что на самом деле он Джон Фликингер и был родом либо из Голландии, либо из Германии. Личность Джона-младшего имела только одну гипотезу: в доме Бендеров была найдена семейная Библия, согласно которой Джон-младший родился под именем Джон Гебхард. В довершении ко всему некоторые соседи Бендеров заявили, что Джон-младший и Кейт не были братом и сестрой, потому что их отношения были больше характерны для супругов.

## Методы убийства
Завлекала клиентов Кейт: она развешивала в городе объявления, в которых представлялась как профессор мисс Кейти Бендер, провидица, экстрасенс и медиум. Желающие излечиться или пообщаться с духами умерших приходили в гостиницу Бендеров.
В гостинице была большая комната, которая была разделена холщовой занавеской. Когда путник оказывался в комнате, его принимали и усаживали за стол таким образом, что за его спиной оказывалась занавеска, за которой прятался один из мужчин Бендеров. Кейт Бендер отвлекала внимание гостя, в то время как Джон Бендер или его сын молотком разбивали ему череп из-за занавески. Для того чтобы быть уверенными в том, что жертва мертва, ей перерезали горло. Затем семейство забирало все ценности, что были у жертвы. Тело сбрасывали через люк в полу в подпол. Позже, под прикрытием темноты, они хоронили тело у себя в саду.

## Убийства Бендеров
Весной 1873 года доктор Уильям Йорк, который возвращался из западного Форт-Скотта домой, посетил гостиницу Бендеров. О гостинице Уильяму рассказал его брат, полковник Эд Йорк, ещё до поездки. Доктор Уильям Йорк так и не вернулся домой.
4 мая 1873 года, вскоре после исчезновения доктора, полковник Йорк прибыл в гостиницу и объяснил Бендерам, что его брат пропал без вести. Он спросил, не видели ли они его. Они заявили, что не видели, и предположили, что у Уильяма были проблемы с индейцами. Эд Йорк согласился с тем, что это возможно, в то время как семейство накрыло для него ужин.
По одной из версий случившегося, после обеда полковник Йорк сидел в передней комнате, когда он заметил золотой медальон под одной из кроватей. Он открыл его и увидел фотографии жены и дочери своего брата. Он сбежал из гостиницы, но вернулся на следующее утро с шерифом. Однако правосудие до семьи не добралось: они успели сбежать. Вскоре после этого в саду их гостиницы были обнаружены 12 свежих могил, в одной из которых было тело доктора Йорка.
В результате обыска дома были найдены 3 молотка, которые использовались в качестве орудия убийства. Эти молотки были переданы музею в Черривейле, штат Канзас, семьёй жертвы в 1967 году. В период с 1967 по 1978 год была показана экспозиция с молотками.
Судьба Бендеров после побега неизвестна. Полковник Эд Йорк использовал свой военный статус для организации активного поиска преступников. Сенатор штата Александр Йорк предложил 1000 $ ($ 19686 по ценам 2015 г.) в награду за арест семьи Бендеров. 17 мая губернатор Канзаса Томас А. Осборн предложил $ 2000 ($ 39372 по ценам 2015 г.) в награду за поимку всех четверых Бендеров. Эти награды не были выплачены, поскольку никому найти беглых убийц так и не удалось.
История их побега распространилась, и поиск продолжался в течение следующих пятидесяти лет. В начале 1880 были схвачены две женщины, которые, скорее всего, принадлежали к семье Бендеров. Однако не удалось доказать связь между этими женщинами и событиями 7-летней давности, и их отпустили.

## Появления в массовой культуре
Семья Бендер фигурирует в романе Ад Бендера (1999 год), Кена Ходжсона.
В первом сезоне сериала «Сверхъестественное» есть отсылки на семью Бендеров.
В первом сезоне сериала «Библиотекари» появляется семья Бендеров. Согласно сюжету, Бендеры оказались в магическом доме, способном исполнять желания людей, делая жизнь комфортной, однако появление серийных убийц развратило его и сделало «домом с привидениями». Последней из Бендеров осталась лишь молодая Кейт Бендер, которая загадала желание «не умирать» и разыгрывать одну и ту же кровавую игру с новыми постояльцами: изображать испуганную девочку, на чьих друзей напал маньяк или демон (дух чудо-дома под её влиянием превратился в чёрный дым, вооруженный топориком).
В 2019 году также вышел полнометражный фильм «Бендеры».
В игре Red Dead Redemption 2 создана семья Абердин, история которых является отсылкой к семье Кровавых Бендеров.